# Schweizer Flaschenzug
Schweizer Flaschenzug ist ein Verfahren der behelfsmäßigen Gletscherbergung (Spaltenbergung). Dabei wird eine Person, die in eine Gletscherspalte gestürzt und angeseilt ist, ohne ihre Mithilfe durch einen Flaschenzug von Kameraden gerettet.

## Eigenschaften
Der Schweizer Flaschenzug ist eine Kombination von einem Potenz- und einem Faktorenflaschenzug. Dieser hat eine theoretische Übersetzung von 1:5, durch Reibungsverluste ergibt sich in der Praxis eine Übersetzung von etwa 1:3 bis 1:4. Eine Person alleine kann also die nötige Armzugkraft aufbringen, um den Gestürzten zu bergen. Der Schweizer Flaschenzug ist deshalb auch für die Zweierseilschaften geeignet.

## Betrieb

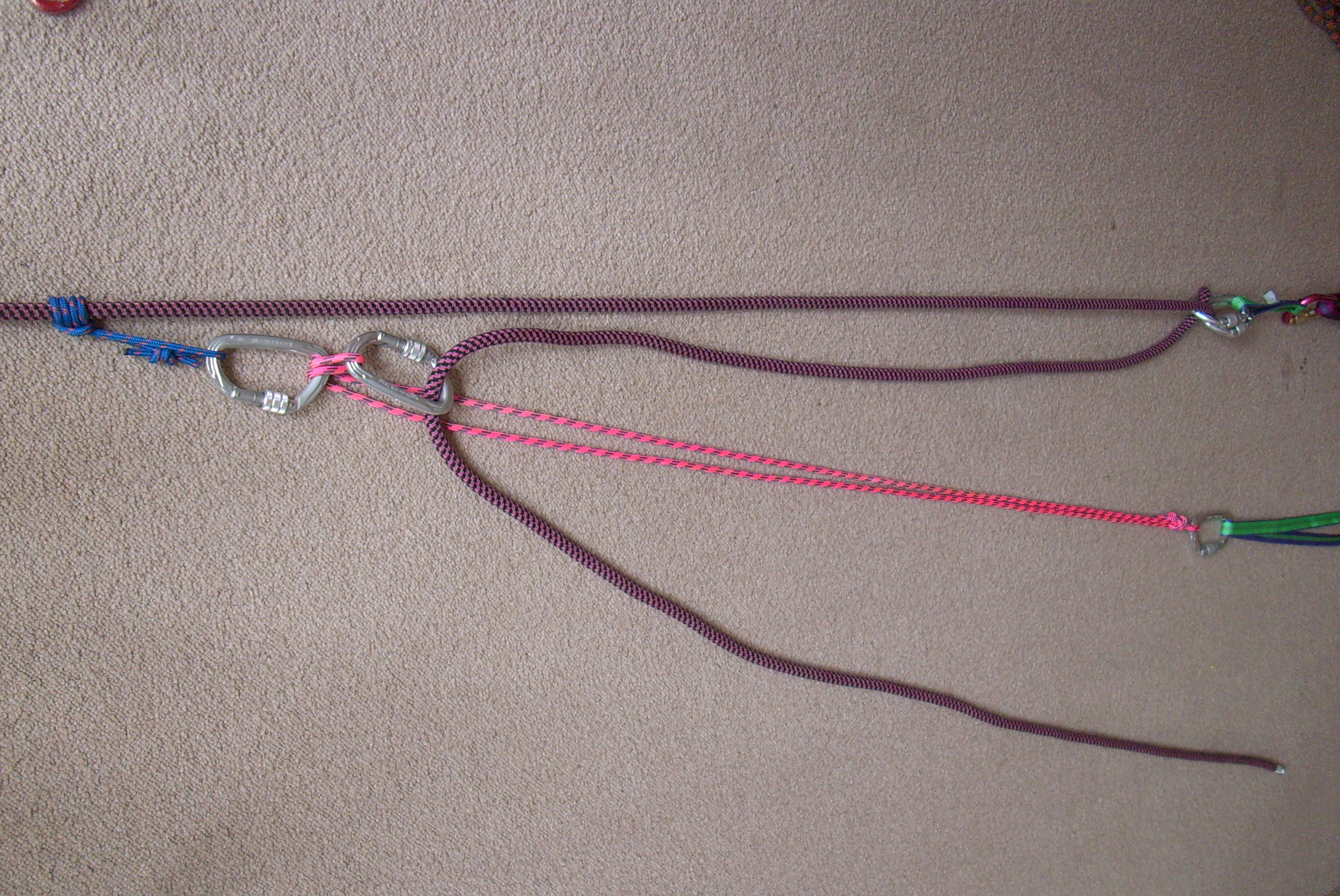
Vor Hub

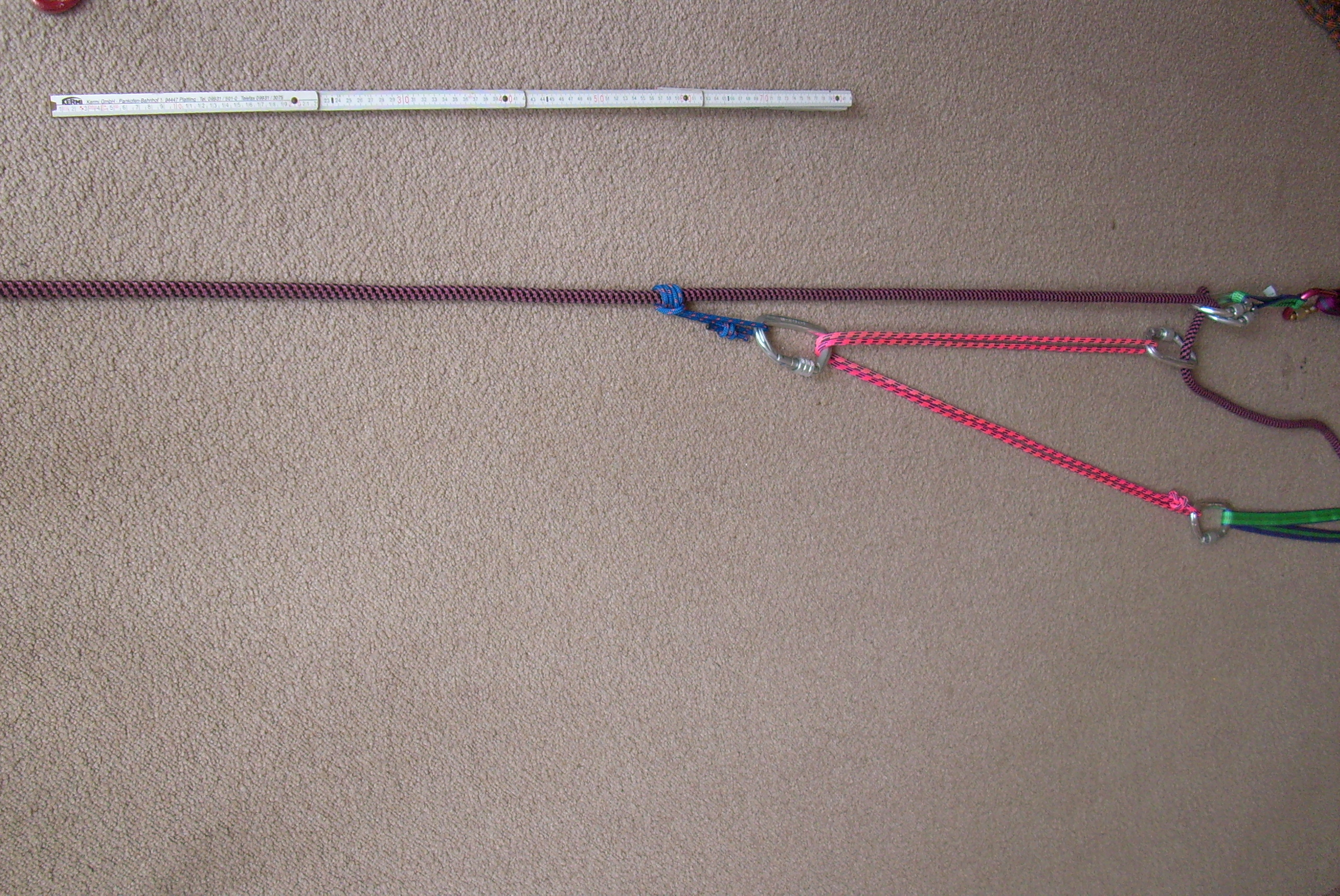
Nach Hub

Durch Zug am Zugseil (hier im Bild das lose Ende unten rechts) wird über den Flaschenzug am Lastseil gezogen und die Last (hier ganz links) gehoben. Mit einem Hub kann immer soweit gezogen werden, bis der Karabiner an der langen Prusikschlinge (lila) an der Rücklaufsperre (oben rechts) ankommt. Wird das Zugseil losgelassen, blockiert die Garda-Rücklaufsperre und verhindert ein Tieferrutschen der Last. Nun kann der Kurzprusik (blau) so weiter geschoben werden, bis die lange Prusikschlinge wieder gestreckt ist. Dann beginnt der nächste Hub.
Die Hubhöhe bei einem einzelnen Hub beträgt etwa die halbe Länge der langen Prusikschlinge, maximal die ganze Länge. Sie ist abhängig von der Länge der langen Prusikschlinge, der Position des Fixpunktes der langen Prusikschlinge, der Sorgfalt (Kurzprusik möglichst weit vorschieben) und der Seildehnung. Der Fixpunkt der langen Prusikschlinge sollte in Richtung Last möglichst weit von der Rücklaufsperre entfernt sein, damit die lange Prusikschlinge möglichst in voller Länge ausgenutzt wird und nach dem Hub (nun andersherum) gestreckt ist. Wegen geringerer Verluste durch Seildehnung werden in der Höhenrettung Statikseile verwendet.
Mit dem Flaschenzug kann durch mehrfachen Hub auch eine grössere Höhe überwunden werden, beispielsweise nach einem Sturz in eine tiefe Gletscherspalte.

## Alternativen
Alternativen sind der einfache Flaschenzug, der doppelte Flaschenzug, und für die Spaltenbergung: die Münchhausentechnik, Selbstseilrolle, Lose Rolle und Mannschaftszug